# Äquivalenzsatz von Wagner
Der Äquivalenzsatz von Wagner, auch als Äquivalenzsatz von K. Wagner oder als wagnerscher Äquivalenzsatz bezeichnet, ist ein Lehrsatz aus dem mathematischen Teilgebiet der Topologischen Graphentheorie, welcher im Jahre 1937 von dem Mathematiker Klaus Wagner veröffentlicht wurde. Er stellt eine Verbindung zwischen der Hadwiger-Vermutung und dem Vierfarbenproblem her.

## Formulierung des Satzes
Der Satz lässt sich angeben wie folgt:
Der Vierfarbensatz ist mit der Hadwiger-Vermutung {\displaystyle (H_{5})} äquivalent.

## Anmerkung zur Einordnung des Resultats
Dem Graphentheoretiker Rudolf Halin zufolge ist der Äquivalenzsatz ein überraschendes Resultat. Er sei der früheste Versuch, das Vierfarbenproblem zu „enttopologisieren“. Es werde in der Tat ... bei der Formulierung von {\displaystyle (H_{5})} keinerlei Bezug auf eine ebene Darstellung genommen. ... Es [das Vierfarbenproblem] hat auch den Anstoß dazu gegeben, die allgemeine Vermutung {\displaystyle (H_{n})} auszusprechen und näher zu untersuchen.

## Verwandtes Resultat
In einer im Jahre 1993 vorgelegten Arbeit haben Neil Robertson, Paul Seymour und Robin Thomas gezeigt, dass die Hadwiger-Vermutung {\displaystyle (H_{6})} ebenfalls mit dem Vierfarbensatz äquivalent ist. Die eingeschränkte Hadwiger-Vermutung {\displaystyle (H_{n})\;(n\leq 6)} ist damit gesichert.